# Georg Löck
Georg Löck (22. januar 1782 – 10. januar 1858) var en tysk jurist og politiker, som var ordfører for den holstenske stænderforsamling.
Han var over- og landretsadvokat. Politisk var han udpræget tilhænger af slesvig-holstenismen.
Der findes et portræt i litografi fra ca. 1830 fra Speckter & Co. i Hamborg. Desuden træsnit.

## Hæder
- Mindesmærke formet som en dobbelteg (symbol for Slesvig-Holsten) foran stændersalen på markedspladsen i Itzehoe
- Georg-Löck-Straße i Itzehoe er opkaldt efter ham
- Volkshochschule Itzehoe e.V. har til huse i "Georg-Löck-Haus"

## Værker
- Bericht über die Verhandlungen der vereinigten Ständeversammlung der Herzogthümer Schleswig-Holstein, zusammen mit Georg Karl Müller, Wendell Verlag, 1848[2]